# Ugnens fågelskyddsområde

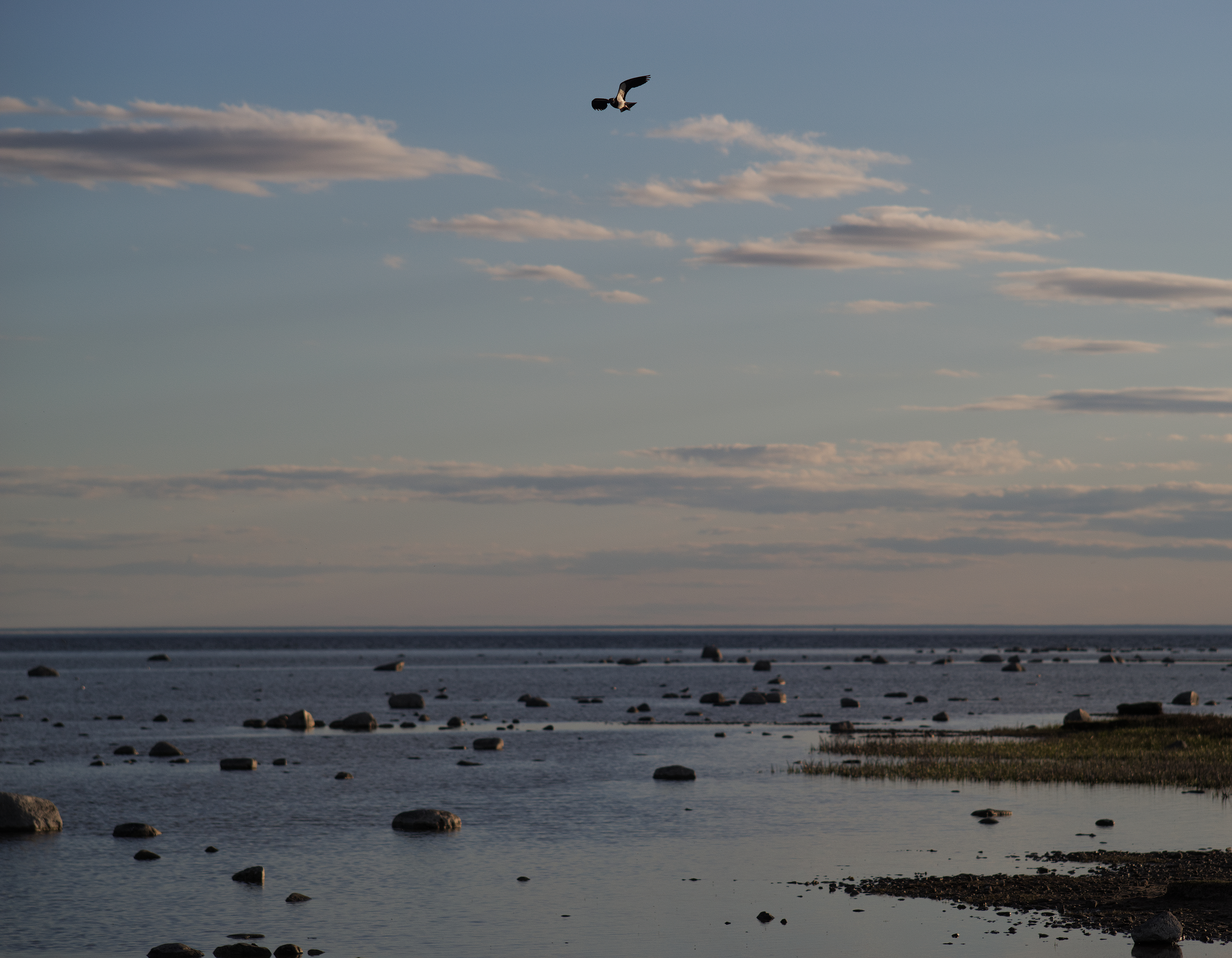
Ugnen, strandäng med tofsvipa

Ugnens fågelskyddsområde på Gotland är ett långgrunt strandområde med rikt fågelliv.
Området sträcker sig från Ekstakustens naturreservat cirka sex kilometer söderut längs kusten. Stranden är flack, med vikar och uddar och ute i havet sticker stenar upp som bildar en utmärkt miljö för andfåglar och vadare.
Bland dessa har återfunnits gravand, grågås, snatterand, skärfläcka, brushane och kärrsnäppa. På vårarna  vitkindade gäss, under sensommaren och hösten stora och artrika and- och vadarflockar.
Tillträdesförbud till fågelskyddsområdet råder under tiden 15 mars-30 juni. Det går ändå att gör observationer från den strandnära vägen mellan Langstiteviken och Hammarudd i områdets norra del. Härifrån kan de rikaste strandängarna överblickas.
Fågelskyddsområdet inrättades 1975 och utgör också ett Natura 2000-område.